# Rodzinka Robinsonów
Rodzinka Robinsonów (ang. Meet the Robinsons, 2007) – amerykański film animowany. Obraz jest 46. filmem wyprodukowanym przez wytwórnię Walt Disney Pictures. Film zrealizowany w technologii 3D.

## Obsada
- Daniel Hansen – Leon
- Jordan Fry – Leon
- Wesley Singerman – Albert Robinson
- Stephen J. Anderson –
  - Koleś w Meloniku,
  - Marian Robinson,
  - Tallulah Robinson
- Harland Williams – robot Karl
- Matthew Joston – Michael „Goob” Jagoobian
- Laurie Metcalf – Luiza Krunklehorn
- Nicole Sullivan – Frania Robinson
- Kelly Hoover – Misia Robinson
- Don Hall –
  - Gaston Robinson,
  - trener
- Adam West – Arek Robinson
- Ethan Sandler –
  - DOR-15,
  - prezes,
  - Laszlo Robinson,
  - Spike,
  - Dymitr,
  - Fryc Robinson,
  - Petunia Robinson
- Nathan Greno – kamerdyner Roman
- Aurian Redson – Frankie (dialogi)
- Jamie Cullum – Frankie (śpiew)
- Joe Mateo – T-Rex
- Angela Bassett – Mildred
- Jessie Flower – mała Frania
- Tom Kenny – pan Willerstein
- Tom Selleck – Leonard Robinson
- Dara McGarry –
  - pani Harrington,
  - recepcjonistka
- John H. H. Ford – pan Harrington
- Paul Butcher – Stanley
- Tracey Miller-Zarneke – Lizzy
- Joe Whyte – dziennikarz

## Wersja polska
Wersja polska: Sun Studio Polska

Reżyseria: Joanna Wizmur

Dialogi: Jan Jakub Wecsile

Dźwięk i montaż: Marek Klimczuk

Kierownictwo muzyczne: Marek Klimczuk

Kierownictwo produkcji: Beata Jankowska

Opieka artystyczna: Mariusz Arno Jaworowski

Wystąpili:
- Maciej Stolarczyk – Leon
- Franciszek Boberek – Albert
- Miłogost Reczek – Koleś w Meloniku
- Tomasz Dedek – robot Karl
- Albert Do – Michael „Goob” Jagoobian
- Barbara Wrzesińska – Luiza Krunklehorn
- Agata Kulesza – młoda Luiza Krunklehorn
- Wiesław Michnikowski – Marian Robinson
- Wojciech Paszkowski – młody Marian Robinson
- Barbara Kałużna – Frania Robinson
- Elżbieta Jędrzejewska –
  - Misia Robinson,
  - pani Harrington
- Paweł Iwanicki – Gaston Robinson
- Marcin Sanakiewicz – Arek Robinson
- Magdalena Krylik –
  - Tallulah Robinson,
  - druhna #1
  - instruktorka
- Krzysztof Szczerbiński – Laszlo Robinson
- Jacek Lenartowicz –
  - Fryc Robinson,
  - Petunia Robinson
- Jakub Szydłowski –
  - Spike,
  - Dymitr,
  - dziennikarz
- Krzysztof Dracz – Frankie
- Tomasz Steciuk – Frankie (śpiew)
- Tomasz Kot – Leonard Robinson
- Grzegorz Pawlak –
  - T-Rex,
  - kamerdyner Roman,
  - trener
- Dorota Landowska – Mildred
- Andrzej Chudy – pan Willerstein
- Jadwiga Nalepa – mała Frania
- Mariusz Leszczyński – prezes
- Krzysztof Cybiński – pan Harrington
- Mateusz Narloch – Stanley
- Julia Jędrzejewska – Lizzy
- Joanna Węgrzynowska –
  - recepcjonistka,
  - druhna #2

Piosenki:
- „Cokolwiek się zdarzy”, „Cisza i wiatr” –
  - tekst polski i wykonanie: Artur Rojek
- „Pytasz mnie w kółko”, „Nie komplikujmy” –
  - tekst polski: Jan Jakub Wecsile,
  - wykonanie: Tomasz Steciuk

Produkcja polskiej wersji językowej: Disney Character Voices International, Inc.

## Fabuła
Historia opowiada o 12-letnim chłopczyku – wynalazcy z sierocińca o imieniu Leon (ang. Lewis), który pragnie znaleźć swoją rodzinkę. We wszystkim pomaga mu chłopiec z przyszłości Albert (ang. Wilbur) Robinson i jego rodzinka. Niedługo potem Albert okazuje się synem Leona, a sam Leon genialnym wynalazcą. Wszystko zaplątane w paradoks spowodowany przez „Gościa w Meloniku” będącym w rzeczywistości kolegą Leona z sierocińca.

## Tytuły za granicą
- Argentyna, Kolumbia, Meksyk, Wenezuela: La Familia del futuro
- Francja, Belgia: Bienvenue chez les Robinsons
- Brazylia: A Família do Futuro
- Filipiny: Beetle
- Hiszpania: Conociendo a los Robinsons
- Szwecja: Familjen Robinson
- Francja: La Famille Robinson
- Grecja: Gnoriste tous Robinson
- Finlandia: Riemukas Robinsonin perhe
- Włochy: I Robinson – Una famiglia spaziale
- Turcja: Robinson ailesi
- Estonia: Robinsonid
- Czechy: Robinsonovi
- Niemcy: Triff die Robinsons